# Valéria Harasztiová
Valéria Harasztiová, též Valéria Haraszti (* 29. ledna 1929), byla slovenská a československá politička Komunistické strany Slovenska maďarské národnosti a poúnorová poslankyně Národního shromáždění ČSSR a Sněmovny lidu Federálního shromáždění datum umrtia 29.10.2020

## Biografie
Ve volbách roku 1964 byla zvolena za KSS do Národního shromáždění ČSSR za Západoslovenský kraj. V Národním shromáždění zasedala až do konce volebního období parlamentu v roce 1968. Patřila mezi 10 etnických Maďarů zvolených v roce 1964 do Národního shromáždění.
K roku 1968 se profesně uvádí jako dělnice z obvodu Štúrovo.
Po federalizaci Československa usedla roku 1969 do Sněmovny lidu Federálního shromáždění (volební obvod Štúrovo), kde setrvala do konce volebního období, tedy do voleb v roce 1971.